# Marty Jannetty
Fredrick Martin „Marty“ Jannetty (* 3. Februar 1962 in Columbus, Georgia) ist ein US-amerikanischer Wrestler. Er ist vor allem unter dem Namen Marty Jannetty als Teil des früheren Tag Teams The Rockers bekannt.

## Karriere

### 1984–1988
Marty Jannetty begann seine Karriere im Zentrum der USA in einer regionalen Promotion unter dem Banner der NWA. Nach etwa einem Jahr traf er auf einen weiteren Neuling namens Shawn Michaels und bildete fortan mit ihm das Tag Team The Midnight Rockers, das ab 1986 in der AWA antrat. Dort beeindruckte das junge Team die Zuschauer schnell durch ihre oft synchron ausgeführten Highflying-Aktionen, sowie nicht zuletzt durch ihr gutes Aussehen und ihre rebellische Einstellung. Jannetty und Michaels gewannen die AWA World Tag-Team Championship zweimal, bevor sie 1988 die Liga in Richtung WWF (heute WWE) verließen.

### 1988–1993

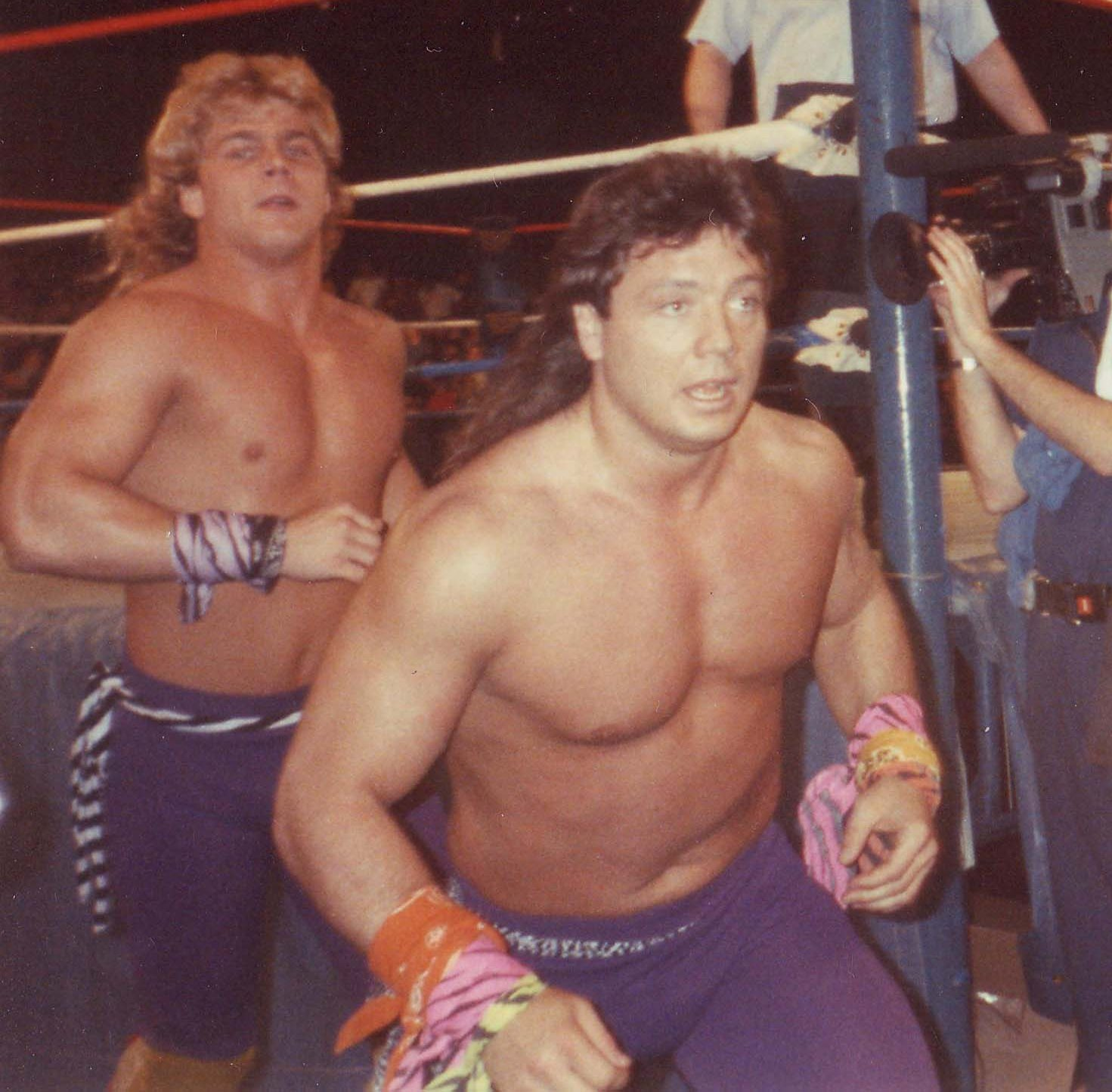
Jannetty (r.) mit Shawn Michaels als The Rockers, 1989

In der WWF nannte sich das Team nur noch The Rockers. Sie wurden schnell von Fans und Kritikern als eines der talentiertesten Teams der Liga anerkannt. Dabei galt Marty Jannetty gemeinhin als der tragende Teil des Duos, der sowohl im Ring, als auch in Interviews den Ton angab. Jannetty wurde daher, sowie auf Grund seiner etwas größeren Erfahrung eine erfolgreiche Karriere als Einzelwrestler eher zugestanden als seinem Partner. Trotz ihrer Beliebtheit konnten die Rockers nie offiziell die WWF Tag Team Championship gewinnen. Zwar gewannen sie den Titel 1990 von der Hart Foundation, doch wegen einer unerwarteten Vertragsverlängerung des eigentlich schon aus der WWF verabschiedeten Jim Neidhart durfte die Foundation den Titel behalten. Der bereits aufgezeichnete Titelwechsel wurde nie im TV gezeigt und wird bis heute nicht offiziell anerkannt. Eine andere, von Shawn Michaels auf seiner DVD "Heartbreak & Triumph" erklärte Begründung für die Annullierung des Titelwechsels war der Umstand, dass das oberste Ringseil während des Matches gerissen war und man gut die Hälfte des Matches improvisieren musste. Daher war man mit dem Match unzufrieden und wollte es nicht ausstrahlen. Eine Wiederholung des Matches fand dann aufgrund der Vertragsverlängerung von Jim Neidhart nicht mehr statt.
Somit gelten die Rockers heute als bestes Tag Team der WWF, das nie das höchste Team-Gold der Liga erringen konnte.
Der Mangel an verbuchten Erfolgen führte laut Storyline zu einer wachsenden Unzufriedenheit bei Shawn Michaels, so dass er Jannetty während eines Matches bei der Survivor Series 1991 im Stich ließ. Im Interview-Segment The Barbershop, das von Brutus Beefcake moderiert wurde, sollten die Differenzen der Rockers beigelegt werden, doch letztendlich verpasste Michaels seinem Partner während des Interviews einen Superkick und warf ihn anschließend durch eine Glasscheibe. Um die dadurch erlittene Verletzung gebührend zu sellen, wurde Jannetty daraufhin für mehrere Monate nicht in der WWF eingesetzt.

### 1993–1996
Im Januar 1993 hatte Shawn Michaels mittlerweile eine erfolgreiche Einzelkarriere begonnen und hielt die WWF Intercontinental Championship. Jannetty kehrte zurück und forderte seinen ehemaligen Partner zu einem Match um den Titel beim Royal Rumble heraus. Nach einem Eingriff Michaels’ damaligen Valets Sensational Sherri verlor Jannetty zwar diesen Kampf, doch er gewann den Titel schließlich im Mai bei einer der ersten Ausgaben von Monday Night RAW. Schon einen Monat später holte sich Michaels den Gürtel mit Hilfe seines neuen Leibwächters Diesel jedoch zurück.
Kurz vor dem Royal Rumble 1994 gewann Jannetty seinen zweiten WWF-Titel, als er zusammen mit dem 1-2-3 Kid die Quebecers Jacques und Pierre besiegte und sich so die WWF World Tag-Team Championship sicherte, die ihm als Teil der Rockers so lange verwehrt geblieben war. Diesmal dauerte es allerdings nur eine Woche, bis Jannetty auch diesen Titel (abermals an die Quebecers) verlor. Im selben Jahr verließ Jannetty die WWF. Er kurierte zunächst einige Verletzungen aus und trat dann für diverse Independent-Ligen, sowie kurzzeitig für die ECW an.

### 1996–2006
Jannetty kehrte 1996 in die WWF zurück. Nach kurzer Zeit turnte er zum Heel und gründete mit Leif Cassidy die New Rockers, eine Neuauflage des zwischenzeitlich zur Legende avancierten Tag Teams. Das Team hatte kaum Erfolg. Jannetty und Cassidy attackierten den mittlerweile gar zum WWF World Heavyweight Champion gewordenen Shawn Michaels, wodurch die Fehde der ehemaligen Rockers knapp 5 Jahre nach ihrer Entstehung weitergeführt wurde. Die beiden trafen in einem Titelmatch bei RAW aufeinander, doch Jannetty verlor und verließ kurz darauf die Liga erneut. Darauffolgende Engagements in der WCW und ECW blieben ohne nennenswertes Ergebnis und dauerten jeweils nur sehr kurz an.
Auf Grund seiner Drogenprobleme und des enttäuschenden Verlaufs seiner Karriere stand Marty Jannetty nach der Jahrtausendwende kurz vor dem Suizid. Shawn Michaels, dessen Freundschaft zu Jannetty nach einer (nicht mit der Feindschaft der beiden in den Storylines verbundenen) längeren Krise wieder aufgeblüht war, missionierte ihn zu den „wiedergeborenen Christen“ und rettete ihm nach eigener Aussage damit das Leben. Im März 2005 kehrte Jannetty in die WWE zurück und trat in einem einzigen Match wieder mit Michaels unter dem Namen The Rockers an. Zwar bekam Jannetty durch seine überraschend gute körperliche Verfassung daraufhin einen festen Vertrag bei der Liga, doch durch private Probleme folgte seine Entlassung nur wenige Wochen später.

### 2006–heute
Im Februar 2006 absolvierte Jannetty einen weiteren Auftritt für WWE. Er „rettete“ Michaels vor einem Angriff der fünf Mitglieder des Stables Spirit Squad. Am gleichen Abend gab Vince McMahon bekannt, dass er Jannetty einen neuen Vollzeit-Vertrag anbieten würde – unter der Bedingung, dass er dem „Kiss my Ass Club“ beitritt, also McMahons Allerwertesten küssen muss. Als Jannetty dies ablehnte, bot McMahon ihm einen Vertrag unter der Bedingung an, dass er Chris Masters Finisher (Master Lock) kontern könne; dies gelang Jannetty wegen eines Eingriffs durch McMahon jedoch nicht.
Am 3. März 2006 gab die WWE über ihre Website bekannt, dass alle Beziehungen zu Marty Jannetty gekappt worden wären. Genaue Hintergründe dieses Statements sind nicht sicher bekannt, wenngleich eine gesetzlich auferlegte Reisebeschränkung angeblich ein Grund für diese erneute Entlassung sein soll. Für diese Behauptung wurde Dave Meltzer allerdings deutlich von Jannetty kritisiert.
In der Folgezeit trat er wieder auf unabhängiger Ebene an, bevor er am 10. Dezember 2007 erneut einen Gastauftritt zum 15-jährigen Jubiläum der WWE Show Raw hatte und gegen Mr. Kennedy antrat.
2023 wurde ihm eine Folge der Vice-TV-Dokuserie Dark Side of the Ring gewidmet, in der sein bewegtes Leben porträtiert wurde.

## Erfolge
World Wrestling Entertainment
- 1× WWF Intercontinental Champion
- 1× WWF Tag Team Champion (mit 1-2-3 Kid)

American Wrestling Association
- 2× AWA World Tag Team Champion (mit Shawn Michaels)
- 2× AWA Southern Tag Team Champion (mit Shawn Michaels)

Sonstige
- 4× Central States Tag Team Champion (2× mit Tommy Rogers, je 1× mit Shawn Michaels & Bob Brown)
- 1× Central States Heavyweight Champion
- 1× Central States Television Champion
- 1× WWWA Intercontinental Champion
- 1× MTW Heavyweight Champion
- 1× MWA Heavyweight Champion
- 1× NBPW Heavyweight Champion
- 1× SWA Television Champion
- 1× DWA World Heavyweight Champion